# Villa romana de las Torres
La zona arqueológica de la villa romana de las Torres está situada en el término municipal de Estepona (Provincia de Málaga, España). Los datos obtenidos a través de las excavaciones demuestran que los restos encontrados pertenecen a una villa romana de tipo señorial cercana al mar, con paralelos en otras villas romanas españolas. 
Se trata de un ejemplo característico de arquitectura doméstica de las costas mediterráneas de la provincia Baética. 
Los sondeos realizados en 1990 demostraron que la zona fue utilizada posteriormente como necrópolis. 
Actualmente los restos que se pueden visitar de la villa corresponden a un sector de la Villa Romana que tuvo dos fases, una altoimperial correspondiente al sector urbano de la villa organizada ante un atrio con impluvium y la segunda fase, levantada aprovechando los muros y estructuras de la fase anterior correspondiendo a estancias humildes dedicadas a usos industriales como almacenes, talleres o actividades ligadas con la explotación de los recursos pesqueros. 